# Shi Jianqiao
Shi Jianqiao   (Tongcheng, 1905 - 27 d'agost de 1979) va ser la filla de l'oficial militar xinès Shi Congbin, de qui va venjar l'assassinat del seu pare matant l'antic senyor de la guerra Sun Chuanfang. L'assassinat per venjança i els processos judicials que van seguir van ser molt publicitats en el moment i van provocar debats públics sobre els conceptes de pietat filial i l'estat de dret.

## Noms
El nom de Shi Jianqiao era Shi Gulan (xinès tradicional: 施谷蘭, xinès simplificat: 施谷兰, pinyin: Shī Gǔlán, Wade-Giles: Shih Ku-lan, literalment 'Valley Orchid'). Va adoptar el nom de Shi Jianqiao durant el temps que planejava assassinar Sun Chuanfang per venjar la mort del seu pare. Els personatges del seu nom adoptat signifiquen "espasa" i "elevar" al·ludint al seu paper previst com a assassina venjadora.

## Antecedents
Shi Jianqiao va néixer a la ciutat de Tongcheng, província d'Anhui, al petit poble de Shazigang. Tot i que el seu avi encara era pagès i venedor de tofu, el seu pare i un dels seus oncles es van convertir en soldats condecorats, cosa que va provocar un augment de la condició social de la família. Va créixer a Jinan, província de Shandong, i tenia els peus lligats de jove. L’any que va ser assassinat (1925), el seu pare havia estat ascendit a director d’assumptes militars de la província de Shandong i exercia com a comandant de brigada sota el senyor de la guerra local Zhang Zongchang. Zhang Zongchang i, per tant, Shi Congbin estaven alineats amb la camarilla de Fengtian, una de les dues principals faccions de senyors de la guerra en aquella època. Segons alguns relats, Shi Jianqiao es va graduar al Tianjin Normal College.
L'octubre de 1925, durant la segona guerra entre les camarilles Zhili i Fengtian, el seu pare Shi Congbin dirigia una brigada de soldats mercenaris en un intent de capturar Guzhen (Shandong). Tanmateix, es va trobar envoltat de tropes del senyor de la guerra Zhili Sun Chuanfang que havien dirigit un contraatac sorpresa contra l'avanç de les tropes fengtianes. L'endemà, Sun va fer decapitar a Shi i mostrar el seu cap tallat en públic a l'estació de tren de Bengbu, Anhui. Menys de dos anys després, a principis de 1927, Sun Chuanfeng va ser destituït per l'Expedició del Nord, una campanya militar del Kuomintang que tenia com a objectiu acabar amb el govern dels senyors de la guerra locals. Es va retirar de la seva carrera militar i va fundar la societat laïc-budista de Tianjin Qingxiu juntament amb el seu antic company de quan eren senyors de la guerra Jin Yunpeng.

## Venjança

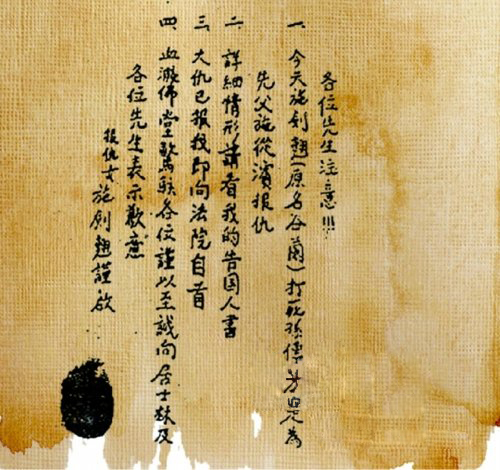
Fulletó de Shi Jianqiao autenticat amb la seva empremta digital

Aproximadament deu anys després de la mort del seu pare, Shi Jianqiao va localitzar Sun Chuanfang a Tianjin. Poc després de les tres de la tarda del 13 de novembre de 1935, ella es va apropar a ell per darrere mentre dirigia una recitació de sutra a la seva societat laïc-budista de Nanma Road. Llavors va matar a l'exsenyor de la guerra agenollat disparant-li tres cops amb la seva pistola Browning. Després de l'assassinat, es va quedar a l'escena del crim per explicar el seu fet i distribuir fulletons mimeografiats als espectadors. El seu cas va cridar l'atenció del públic i dels mitjans de comunicació. Després d'un llarg procés judicial amb dos recursos que finalment van arribar al Tribunal Suprem de Nanjing, i van oposar el sentiment públic a l'estat de dret, finalment va rebre un indult per part del govern el 14 d'octubre de 1936. L'assassinat de Sun Chuanfang es va justificar èticament com un acte de pietat filial i es va convertir en un símbol polític de la legítima venjança contra els invasors japonesos.

## Més tard la vida i la mort
El 1949, Shi Jianqiao va ser elegida vicepresidenta de la Federació de Dones de Suzhou. El 1957 va ser nomenada membre del Comitè Municipal de Pequín de la Conferència Consultiva Política del Poble Xinès.
Shi Jianqiao va morir el 1979, poc després d'una cirurgia per càncer colorectal avançat. Les seves cendres van ser enterrades al cementiri de Tianling Oest a la ciutat de Suzhou.